# GS Весов
GS Весов (лат. GS Librae) — одиночная переменная звезда в созвездии Весов на расстоянии (вычисленном из значения параллакса) приблизительно 19695 световых лет (около 6039 парсеков) от Солнца. Видимая звёздная величина звезды — от более +13,4m до +11,4m.

## Характеристики
GS Весов — красная пульсирующая переменная звезда, мирида (M) спектрального класса M6.